# Musée d’histoire naturelle de Funchal

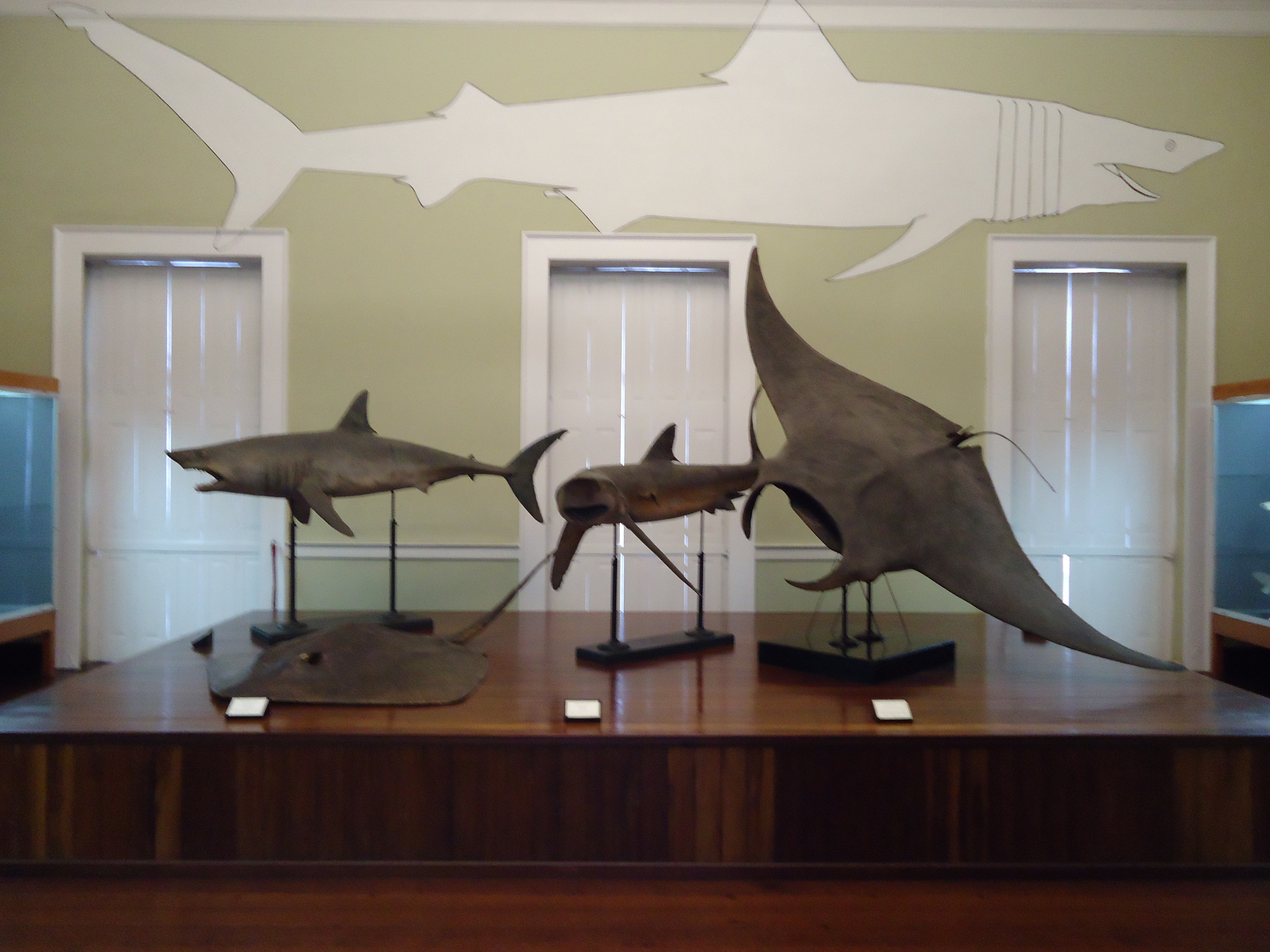

Le Musée d'histoire naturelle de Funchal est un musée portugais, le plus ancien de l'archipel de Madère. Il est situé dans le palais de São Pedro, l'une des œuvres les plus importantes de l'architecture civile portugaise, de la fin du XVIIe siècle, dans la Rua da Mouraria, à Funchal. Il existait déjà en tant que Musée régional de Madère depuis 1929, mais a été officiellement inauguré en tant que Musée municipal de Funchal  et plus récemment "Musée municipal de Funchal d'histoire naturelle" le 5 octobre 1933.

## Description

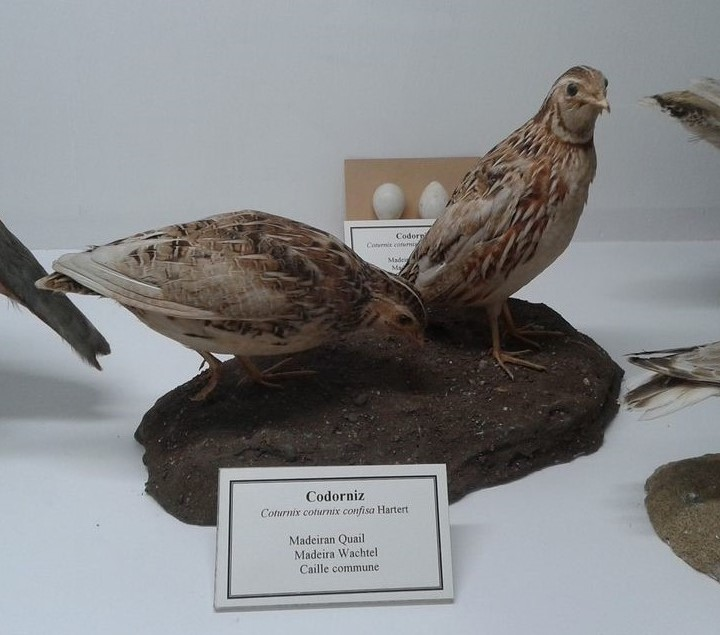
Caille de madère

Le musée fait partie du département des sciences de la mairie de Funchal, l'entité qui le supervise et le finance.
Actuellement, 78 espèces de poissons, 247 d'oiseaux, 14 de mammifères terrestres et marins, 3 de reptiles marins, 152 d'insectes et d'autres invertébrés, 19 espèces de plantes et une collection représentative de roches et de minéraux de l'archipel, ainsi que des fossiles marins de Porto Santo sont exposés. Les collections d'étude du musée s'élèvent à plus de 41 166 spécimens.
Basé sur le principe de la connaissance de la faune, de la flore et de la géologie de l'archipel de Madère, le musée, depuis sa création, a montré un aspect régionaliste ne présentant que des espèces capturées dans l’archipel. Il développe des actions de collecte d’espèces du patrimoine naturel de Madère et des projets d'information scientifique dans des groupes zoologiques, botaniques et géologiques et mène également des actions d’éducation à l'environnement.
Depuis 1945, est publié le Bulletin du Musée municipal de Funchal, un instrument de diffusion scientifique de l'histoire naturelle de Madère dans le monde, mais aussi des autres archipels de la Macaronésie (Açores, îles Canaries et Cap-Vert). Depuis 1990, un supplément a été ajouté, à périodicité irrégulière, destiné à la publication de grandes monographies ou d'actes de congrès et de colloques. Depuis 1959, le musée publie, sur une base non périodique, la revue Bocagiana, où de nouvelles espèces sont décrites pour la science ou de nouveaux marquages.
Actuellement, le bâtiment n'abrite que le Musée, sa Bibliothèque scientifique, une bibliothèque spécialisée créée grâce à des échanges avec d'autres organisations, le Jardin des plantes aromatiques et médicinales et l'Aquarium municipal.
Le Jardin des Plantes Aromatiques et Médicinales a une superficie d’environ 560m2 et a été inauguré le 5 juin 2000. Il présente quelques dizaines de plantes médicinales et aromatiques ainsi que des plantes indigènes et endémiques de l'archipel (telles que la murchia dorée, le fenouil, le tilde, le vinhático, le sureau de Madère et le leituga).
Le grand promoteur et premier directeur du musée fut Adolfo César de Noronha, un naturaliste de Madère qui se consacra à l'étude de l'ichtyologie, de l'ornithologie, de la malacologie et de la carcinologie de l'archipel. Grâce à l'action de Günther Maul, éminent taxidermiste et scientifique d’origine allemande, qui en a été le directeur entre 1943 et 1981, le musée dispose aujourd'hui d'une collection toujours croissante d'animaux montés et d'autres spécimens biologiques et géologiques répartis dans 6 salles.

## Palais Saint-Pierre
Jusqu'à l'ouverture du Muséum d'histoire naturelle, le palais Saint-Pierre a rempli de nombreuses fonctions tout au long de son existence :
À l'origine, c'était la résidence des comtes de Carvalhal, l'une des familles les plus riches de Madère. En 1882 et sous la direction de D. Carolina Sheffield, l'hôtel Sheffield a fonctionné. En 1883, sœur Mary Jane Wilson (fondatrice de la congrégation franciscaine de Notre-Dame des Victoires) y établit le siège du collège Saint-Georges. En 1897, l'International Club fonctionnait dans le même espace. Le 19 septembre 1929, après son achat par la mairie de Funchal, la bibliothèque municipale de Funchal, les archives régionales de Madère et le musée régional de Madère ont commencé à y fonctionner. À l'époque, le Musée régional de Madère comprenait des pièces d'histoire naturelle, d'ethnographie, d'archéologie, d'art, etc. Quelques années plus tard, le Musée a été rebaptisé Musée municipal et, plus récemment, il a été ajouté à son nom d'Histoire Naturelle. Au fil des ans, il s'est spécialisé dans l'histoire naturelle, tant dans ses expositions et ses collections que dans les recherches qu'il a développées, et, progressivement, ses collections d’autres types ont eu d'autres destinations, comme la construction de l'hôtel de ville (gravures et peintures), les jardins du musée de la Quinta das Cruzes (pierres tombales), le musée ethnographique de Madère et le musée de la ville du sucre.